# 亨利二世 (羅伊斯-格拉-薩爾堡)
亨利二世（德語：Heinrich II，1602年8月14日—1670年5月28日），羅伊斯-格拉-薩爾堡伯爵，亨利二世的長子。

## 家庭
1642年，亨利二世與施瓦茨堡-松德斯豪森伯爵克里斯蒂安·金特一世的女兒卡塔里娜·伊莉莎白（Catharina Elisabeth）結婚，兩人共有2子2女：
1. 朱麗安娜·多蘿西亞（1649年—1686年）
2. 亨利四世（1650年—1686年）
3. 亨利六世（1651年—1652年），夭折
4. 克里斯蒂娜·希比爾（1653年—1686年）